# Seznam dopisnih članov Hrvaške akademije znanosti in umetnosti
Seznam dopisnih članov Hrvaške akademije znanosti in umetnosti.

## A
- Nikša Allegretti
- Rainer Altherr
- Akito Arima
- Jean Aubouin
- Leopold Auburger -

## B
- Ivo Baća
- Ivo Banac
- György Bárdossy
- France Bernik
- Nikola Benčić
- Robert Blinc
- Aage Bohr
- Joseph T. Bombelles
- Jean Paul Brenet
- Janez Brglez
- Pierre Brunel
- Bojan Bujić (1937-2024)

## C
- Simonne Caillére
- Brend Crasemann
- Predrag Cvitanović -

## Č
- Matko Čikeš

## D
- Mirjan Damaška
- Ivan Damjanov
- Jean Dausset
- Danijel Denegri

## E
- Suad Efendić
- Stanislav Duško Ehrlich
- Manfred Eigen
- Elisabeth Erdmann
- Albert Eschenmoser

## F
- Alain Finkielkraut
- Rudolf Flotzinger
- Branko Franolić

## G
- John Kenneth Galbraith †
- Paul Garde
- Ivan Golub
- Erik Goles Chacc
- Sante Graciotti
- Branko Grünbaum

## H
- Dušan Hadži
- Birgitta Haeger-Aronsen
- Ljudmil Hauptmann
- Henrik Heger
- Milan Horvat
- Hedvig Hricak
- Robert Huber

## I
- Franco Iachello
- Vjačeslav Vsevolodovič Ivanov

## J
- Zvonimir Janko
- Ján Jankovič
- Nikola Jović

## K
Davor Kapetanić - 
Frank Karasz E. - 
Dušan Karpatsky - 
Ivan Katić - 
Dina Kegelvić - 
Milko Kelemen - 
Miesczyslaw Klimaszewski - 
Berislav Klobučar - 
Guntram Koch - 
Jakov Mihajlovič Kolotirkin - 
Hilary Koprowski - 
Veselko Koroman - 
Domokos Kosáry - 
Zvonimir Krajcer - 
Hrvoje Kraljević - 
Stjepan Krasić - 
Uroš Krek - 
Franjo Krmpotić - 
Krešimir Krnjević - 
Udo Kultermann - 

## L
Stanko Lasić -
Reinhard Lauer - Lojze Lebič -
Werner Lehfeldt -
Jean-Marie Lehn -
Jacques Le Goff -
Branko Leskovar -
Branislav Lichardus - 
Hrvoje Lorković -
Bernard Lown -
István Lökös - 

## M
Jože Maček -
Herbert Mang -
Stjepan Marčeljka -
Ladislav Matejka -
Josip Matešić -
Egon Matijević -
Radovan Medved -
Luka Milas -
Sanjit Kumar Mitra -
Kenzo Miya -
Zdravko Mlinar -
Helmut Moritz -
Ben R. Mottelson - Žarko Muljačić -
E. G. Werner Müller -
Žarko Muljačić -
Angel Martin Municio - 

## N
- Boris A. Novak
- István Nyomárkay

## P
- Vesna Parun
- Krešimir Pavelić
- Berislav Perić
- Nikola Peršić
- Stanley Plotkin
- Boris Podrecca
- John Charles Polanyi
- Wilfried Potthoff

## R
- Miroslav Radman
- Paško Rakić
- Karl Dragutin Rakoš
- Milan Randić
- Helmut Reihlen
- Zdenko Rengel
- Rupert Riedl
- Hans Rothe
- Carlo Rubbia

## S
- Miroslav Sedlaček
- Hermann Seeger
- Eugen Seibold
- Hans Joachim Seitz
- Ante Sekulić
- Branko Souček
- Dieter Söll
- Patrick Suppes

## T
- Erich Thenius
- Miha Tišler
- André Tuilier
- Marko Turina

## U
- Zlatko Ugljen

## V
- Fedor Valić
- Krešimir Veselić
- Mladen Vranić
- Stanimir Vuk-Pavlović

## W
- Hans-Jürgen Warnecke
- Werner Welzig

## Z
- Hans F. Zacher
- Rudolf Zahn
- Rudolf Zahradnik
- Josef Zemann
- Ciril Zlobec

## Ž
- Viktor Žmegač